# Associazione Sportiva Canicattì 1983-1984
Questa voce raccoglie le informazioni riguardanti  l'Associazione Sportiva Canicattì nelle competizioni ufficiali della stagione 1983-1984.

## Rosa
| N. |                   | Ruolo | Calciatore          |
| -- | ----------------- | ----- | ------------------- |
|    | Italia (bandiera) | C     | Luciano Amoroso     |
|    | Italia (bandiera) | P     | Claudio Barbieri    |
|    | Italia (bandiera) | A     | Salvatore Barone    |
|    | Italia (bandiera) | D     | Natale Bonventre    |
|    | Italia (bandiera) | A     | Giovanni Brugaletta |
|    | Italia (bandiera) | D     | Lorenzo Cassia      |
|    | Italia (bandiera) | P     | Pietro Levantino    |
|    | Italia (bandiera) | C     | Paolo Moncado       |
|    | Italia (bandiera) | C     | Mario Napoli        |
|    | Italia (bandiera) | C     | Roberto Orlando     |

| N. |                   | Ruolo | Calciatore          |
| -- | ----------------- | ----- | ------------------- |
|    | Italia (bandiera) | C     | Paratore            |
|    | Italia (bandiera) | C     | Andrea Pensabene    |
|    | Italia (bandiera) | D     | Daniele Perdichizzi |
|    | Italia (bandiera) | C     | Sergio Piazza       |
|    | Italia (bandiera) |       | Picone              |
|    | Italia (bandiera) | D     | Fortunato Policardi |
|    | Italia (bandiera) | D     | Gaetano Riccioli    |
|    | Italia (bandiera) | C     | Salvatore Tarantino |
|    | Italia (bandiera) | D     | Renato Traina       |
|    | Italia (bandiera) | A     | Salvatore Zappalà   |